# Christian Goudineau
Christian Goudineau (Neuilly-sur-Seine, 5 aprile 1939 – Clamart, 9 maggio 2018) è stato uno storico francese, docente al Collège de France, titolare della cattedra di Antichità nazionali.

## Biografia
Christian Goudineau è stato membro dell'École française de Rome dal 1965 al 1968. Nel 1968 è stato nominato Assistant, quindi chargé d'enseignement e infine  professore all'Université de Provence (Aix-en-Provence) in "Antichità nazionali". Dal 1975 al 1979, è stato nominato Direttore della Unité de formation et de recherche "Lettres" della stessa università. Ha lasciato l'Università di Provenza nel 1984, al momento della sua nomina al Collège de France.
Dal 1969 al 1982, è stato Direttore delle Antichità storiche della Costa azzurra e, dopo il 1978, membro del Consiglio superiore della ricerca archeologica (Conseil Supérieur de la Recherche archéologique).
Dal 1985 al 1994, è stato Direttore dell'Unité propre de recherche del CNRS "Gallia - Gallia Préhistoire" e, tra il 1992 e il 1995, Presidente del Comité de l'Archéologie del CNRS.
Dal 1985 al 2001, ha presieduto il Consiglio scientifico del Centre Européen du Mont-Beuvray.
Muore il 9 maggio 2018 all'età di 79 anni.

## La cattedra di Antichità nazionali
La cattedra di Antichità nazionali fu creata nel 1905 da Camille Jullian che per primo volle incardinare la storia della Gallia nell'insegnamento superiore. Gli succederanno Albert Grenier, dal 1935 al 1948, e Paul-Marie Duval, dal 1964 al 1982.
Due sono le missioni da lui perseguite:
1. Portare avanti l'analisi e e la riflessione su degli argomenti che mettono la Gallia in relazione con il mondo attuale. Cosa vuol dire « la Gallia », com'è nata, cos'era?

Quale fu il ruolo di Cesare, conquistatore della Gallia? Come sono nati miti, immagini ed eroi?
1. Far conoscere le scoperte recenti, a partire dai cantieri, dalle pubblicazioni o dalle esposizioni; far venire nei seminari i responsabili delle principali operazioni archeologiche e invitare dei ricercatori stranieri, specialisti del «mondo celtico».[3]

## Opere
- Unité 64, Ed. Actes Sud, 2007 (Teatro)
- L'enquête de Lucius Valérius Priscus, Ed. Actes Sud, 2004, réed. Poche 2007 (roman)
- Religion et société en Gaule, (con Jean-Louis Brunaux, Dominique Garcia et Bernard Lambot) Ed. Errance, 2006
- Le voyage de Marcus: les tribulations d'un jeune garçon en Gaule romaine, Ed. Actes Sud, 2005 (Roman)
- Les empereurs de Rome: d'Auguste à la tétrarchie, Ed. Errance, 2004 (Beaux-Arts)
- Par Toutatis! que reste-t-il de la Gaule?, Ed. Seuil, 2002
- Le dossier Vercingétorix Ed. Actes Sud, Coed. Errance, 2001, 345 pages
- César et la Gaule, Ed. Seuil, coll Points, 2000
- Vaison-la-Romaine, Ed. A. Barthélemy, 1999
- Regards sur la Gaule, Ed. Errance, 1998
- Bibracte et les Eduens: à la découverte d'un peuple gaulois, Ed. Errance, 1993, 207 pages, Coll. Hauts lieux de l'histoire
- De Lascaux au Grand Louvre: archéologie et histoire en France, con Jean Guilaine, Ed. Errance, 1991 (Scritti sull'arte) ISBN 2-87772-047-0